# 裵玄慶
裵 玄慶（ペ・ヒョンギョン、朝鮮語: 배 현경、生年不詳 - 936年）は、高麗の武将で、開国功臣の一人。本貫は慶州裵氏の祖。

## 人物
新羅の王都慶州出身。初名は「白玉杉」。後高句麗の弓裔に仕えていたが、王建の配下となり、高麗建国初期には多くの戦功を挙げ、在京清州勢力を牽制した。太祖王建から裵姓を下賜され、洪儒、卜智謙、朴述熙、申崇謙らとともに開国一等功臣に列して、太祖の廟庭に祀られた。諡号は武烈。